# 李用賔
李用賔，山西陵川人，明朝政治人物，举人出身。

## 生平
洪武五年，山西乡试中举。后担任懷慶府推官。祖父李順、父親李思溫，均為元朝進士。李思溫曾任靈州知州。李用賔有子李風，擔任順天府通判。